# ナデジダ・ペトロヴィッチ

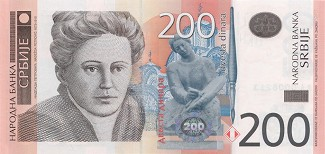
セルビアの紙幣に描かれたペトロヴィッチ

ナデジダ・ペトロヴィッチ（Nadežda Petrović、セルビア語表記：Надежда Петровић 、1873年10月12日 - 1915年4月3日）はセルビアの画家である。表現主義、フォービズムに属した画家である。

## 略歴
チャチャクに生まれた。美術教師、収集家、後に役人となった父親と、学校教師の母親の間に生まれた。父親が病気となったため1884年に家族はベルグラードの祖父の邸に移り、ナデジダはベルグラードで教育を受けて1893年に美術教師となり、後にベルグラードの女子大学で教えた。1898年から、セルビアの教育省から奨学金を得て、ミュンヘンに留学し、アントン・アズベの画塾で学んだ。
東ヨーロッパの画家が多く学んでいたアントン・アズベの画塾で、リハルド・ヤコピッチ（Rihard Jakopič）、イヴァン・グロハール(Ivan Grohar)、マティヤ・ヤーマ(Matija Jama)、ミラン・ミロヴァノヴィッチ（Milan Milovanović）、ミルセヴィッチ（Kosta Milićević）、ステヴァノヴィッチ（Borivoje Stevanović）といった画家と知り合った。また前衛的な画家のワシリー・カンディンスキー、アレクセイ・フォン・ヤウレンスキー、ユリウス・エクスター、パウル・クレーといった画家たちの作品から強い影響を受けた。
1900年にセルビアに戻り、ベルグラードで最初の個展を開いた。1902年から女子学校で教え始め、様々な社会活動も行った。
1910年から1912年の間は、パリに滞在し、サロン・ドートンヌへの出展も行ない、国際展覧会への参加などを行った。バルカン戦争や第一次世界大戦中は、ボランティアの看護婦として、前線の病院で働いた。数点の戦場や兵士を描いた絵画を残したが、傷病兵の看護中に感染症に罹患し、ヴァリェヴォの軍の病院で1915年に没した。
2006年から発行されたセルビアの200ディナール紙幣の図案となった。

## 作品

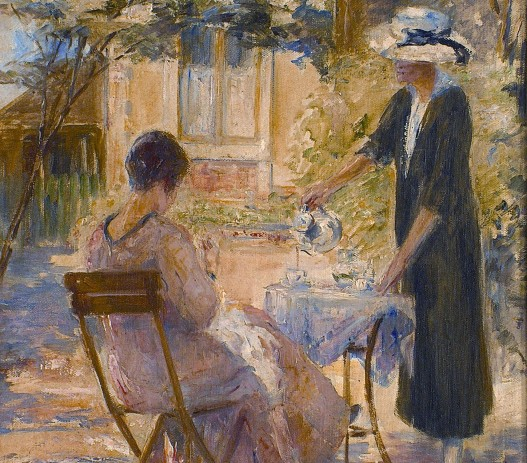
Letnji Dan
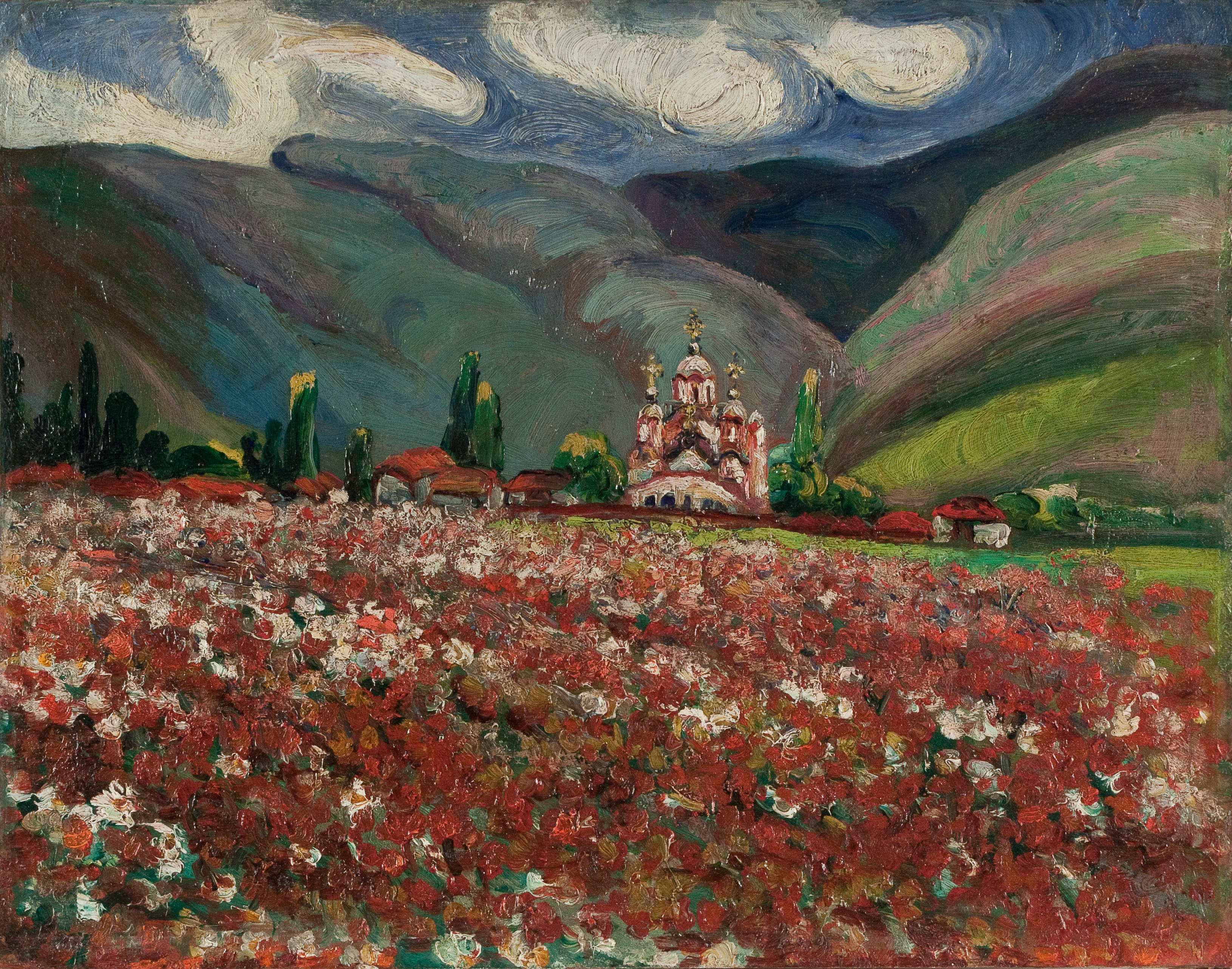
Kosovski božuri
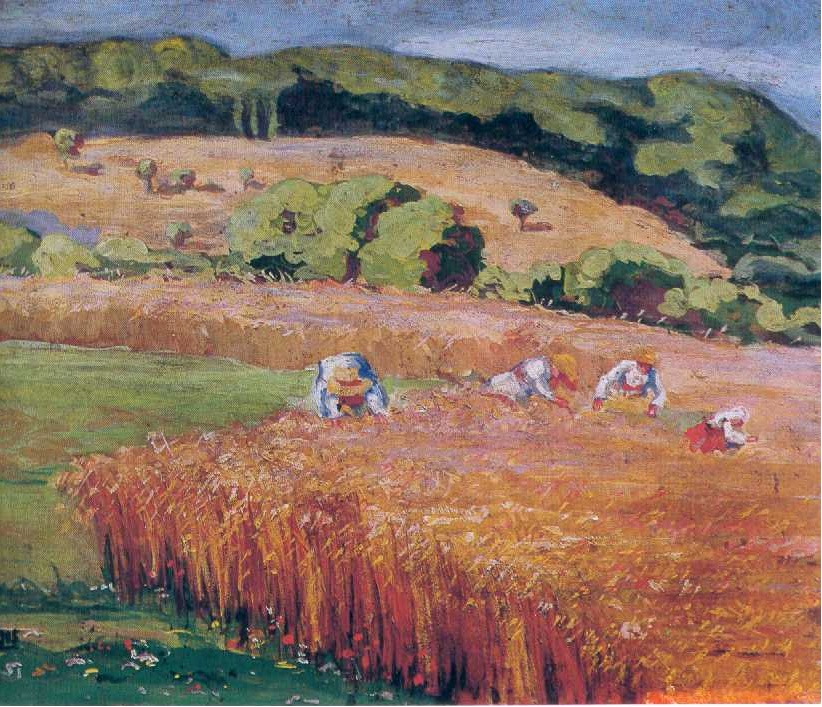
La Moisson
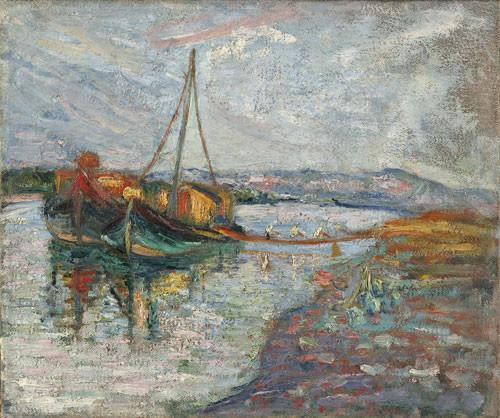
Boten op de Sava
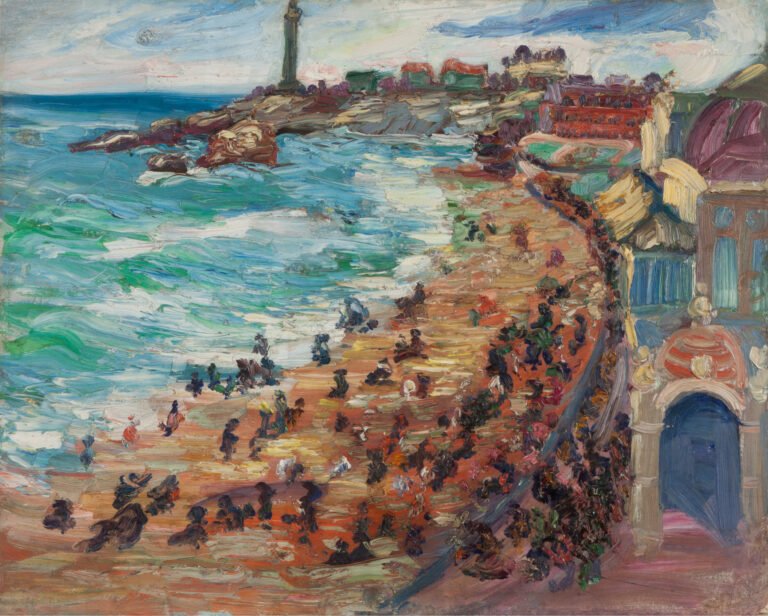
In bretanji
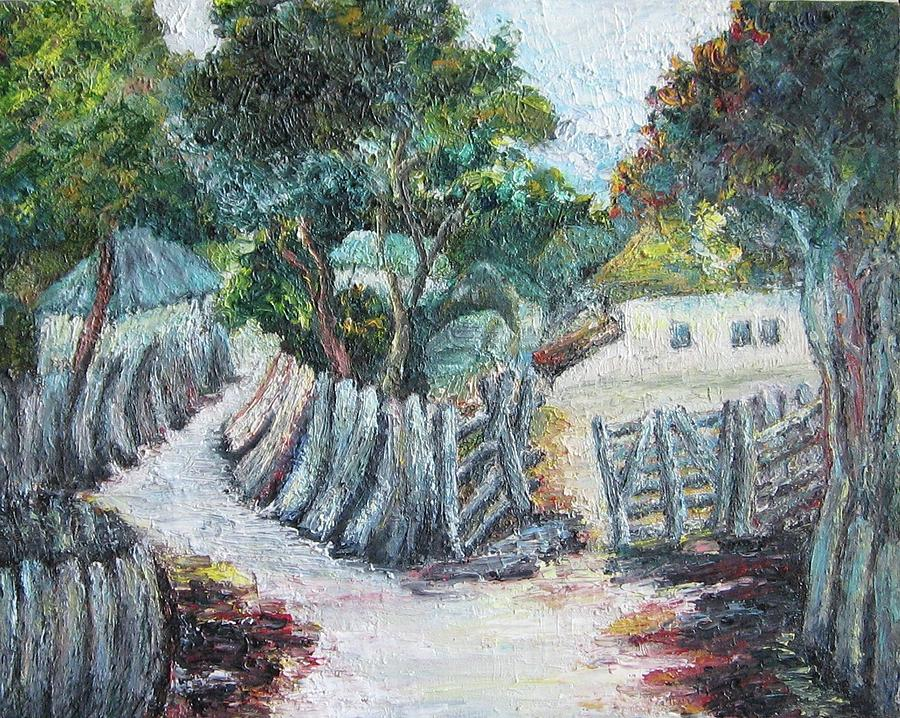
Zoran-markovik
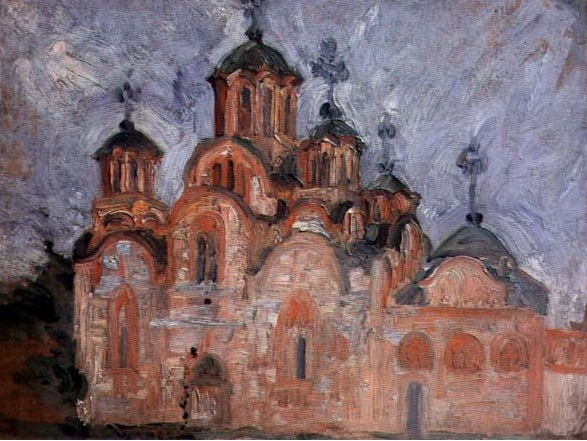
Gracanica
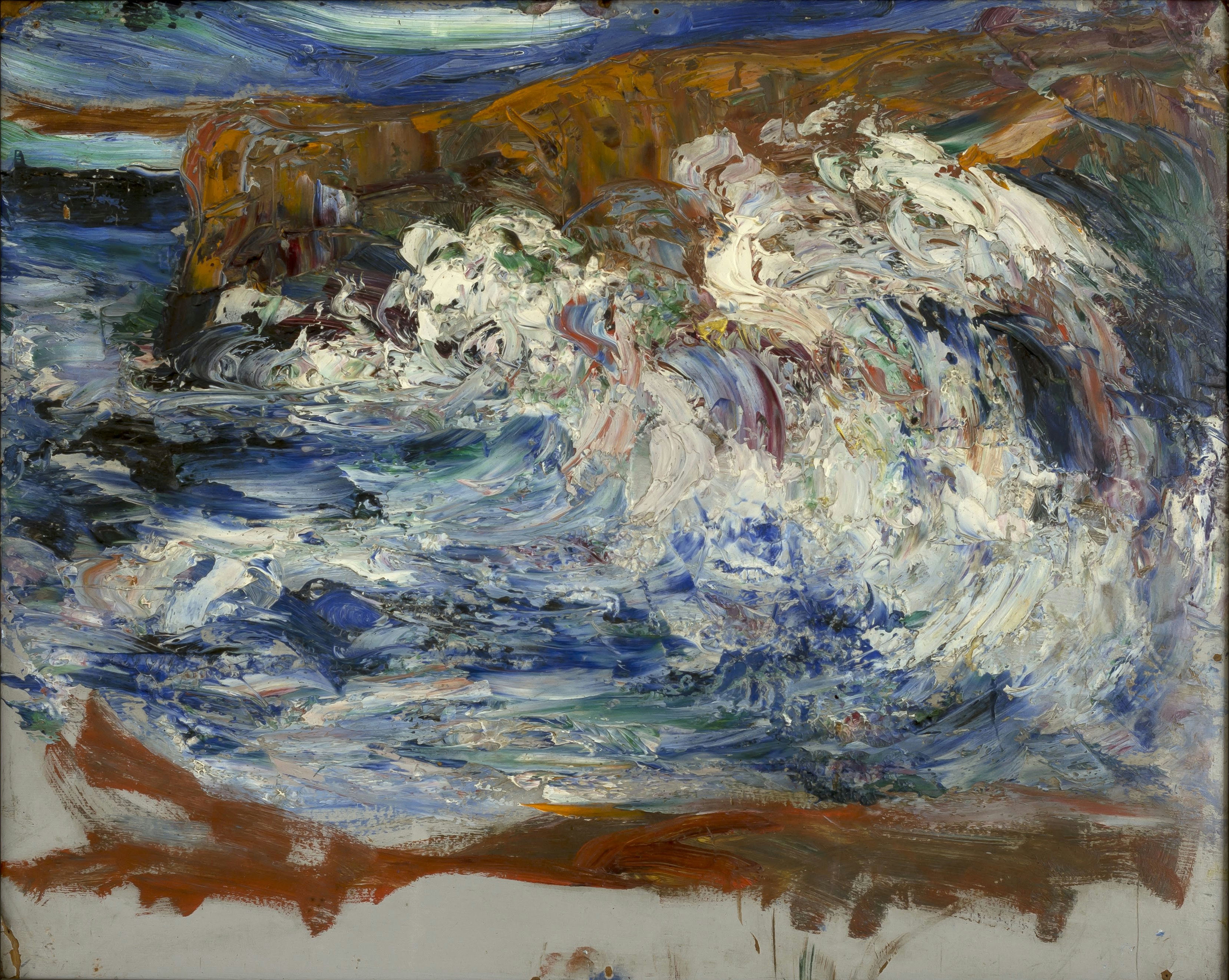
More